# Mynttorget

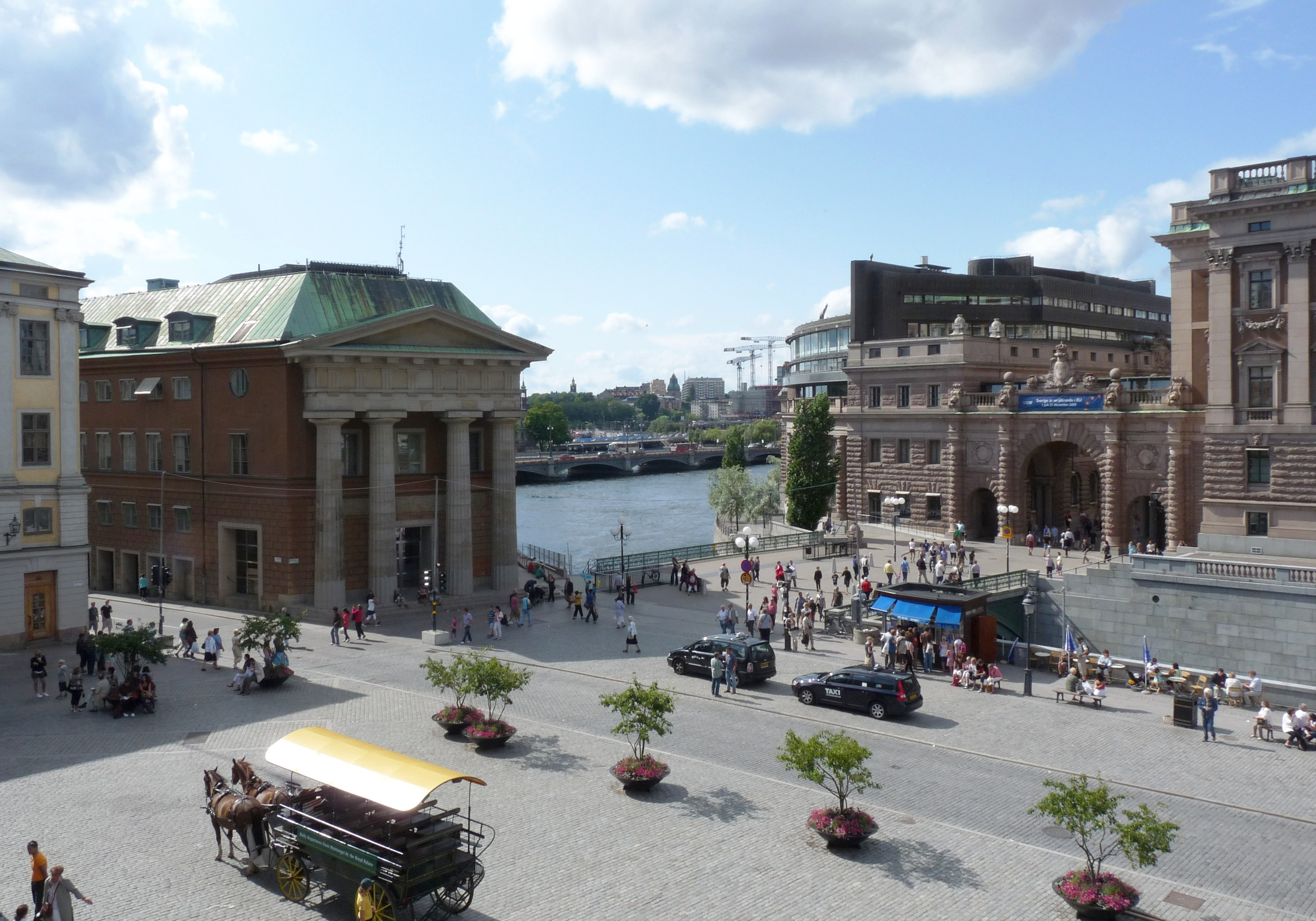
Mynttorget sett från Högvaktsterrassen.

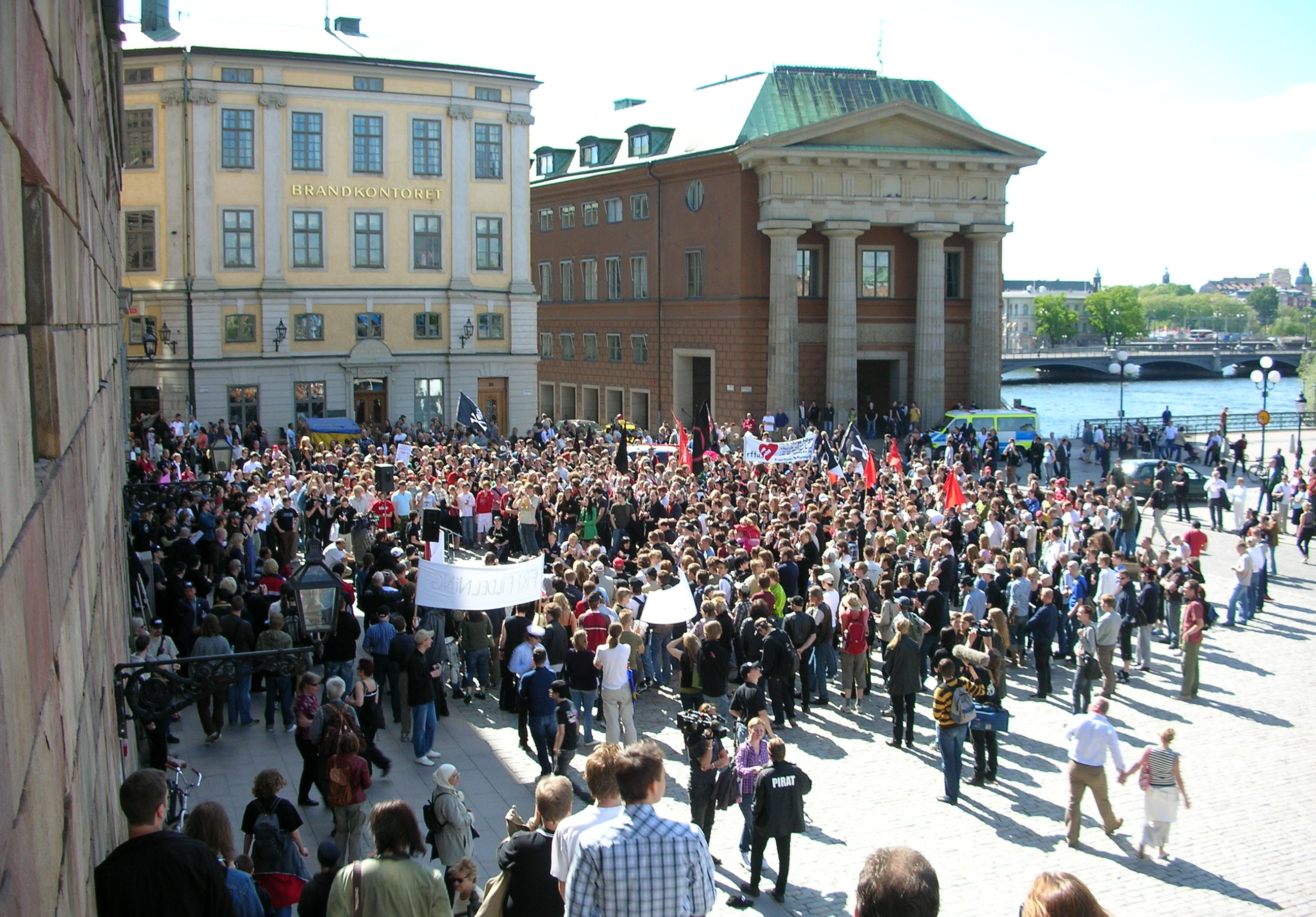
Demonstration på Mynttorget, 2006.

Mynttorget är ett torg i Gamla stan, Stockholm. Här ligger bland annat Riksdagens ledamotshus, Skandiahuset, Brandkontoret och Stallbron. På grund av dess närhet till riksdagen används Mynttorget ofta för politiska demonstrationer.

## Historik
Stadsmuren runt Gamla stan började förlora sin funktion på 1600-talet. Den revs därför och kring platsen för Norreport skapades ett nytt torg. I slutet av 1600-talet, eller möjligen något senare, fick detta torg namnet Mynttorget efter det nya myntverkshus, "Kungliga Myntet", som 1696 uppfördes på Ledamotshusets nuvarande plats. I myntverkshuset präglades svenska mynt fram till 1784. Därefter revs det och på dess plats uppfördes ett kungligt kanslihus som stod färdigt 1790.
I början av 1930-talet revs det gamla kanslihuset och ett nytt uppfördes.